# Bruno Viktor Jahn
Bruno Viktor Jahn (* 1843 in Plauen; † nicht ermittelt) war ein deutscher Jurist und hoher sächsischer Staatsbeamter. Er war Wirklicher Geheimer Rat und Ministerialdirektor im Vorstand des sächsischen Justizministeriums.

## Leben und Werk
Er stammt aus einer alten sächsischen Beamtenfamilie. Nach Schulbesuch und Studium der Rechtswissenschaften schlug er eine Verwaltungslaufbahn im sächsischen Staatsdienst ein und Geheimer Justizrat und 1908 zum Wirklichen Geheimen Rat ernannt. Jahn war als Vortragender Rat im Königlich Sächsischen Justizministerium tätig. Am 1. November 1890 erfolgte seine Ernennung zum Abteilungsdirektor (identisch mit dem späteren Ministerialdirektor und vergleichbar mit dem heutigen Staatssekretär) mit dem Prädikat Geheimer Rat im Justizministerium. Am 1. April 1909 trat er in den Ruhestand.
Sein Sohn war der sächsische Ministerialrat Georg Jahn.

## Ehrungen (Auswahl)
- 1909: Großkreuz des Albrechts-Ordens
- Ehrendoktorwürde der Universität Leipzig
- Ehrentitel Exzellenz